# Reaktor Maryla
Reaktor Maryla (Mały Reaktor Laboratoryjny) – polski reaktor jądrowy o konstrukcji basenowej, chłodzony i moderowany wodą. Został uruchomiony 29 grudnia 1963 r. w Instytucie Badań Jądrowych w Świerku. Zaprojektowany był do pracy na mocy cieplnej 250 W (w praktyce pracował na ok. 100 W), wobec czego nazywany był reaktorem mocy zerowej lub zestawem krytycznym, gdyż nie potrzebował czynnego odprowadzania ciepła. Był zaprojektowany jako prototyp reaktora szkolno-treningowego. Po wielu znaczących modyfikacjach reaktor został wyłączony z eksploatacji w połowie lat 70. XX w.
Reaktor Maryla został wybudowany w narożniku hali reaktora EWA, w jej piwnicach. Służył m.in. do testowania paliwa reaktora EWA oraz badań nad technologią reaktorową. Dzięki reaktorowi Maryla dokonano znacznych modyfikacji reaktora EWA (m.in. zdecydowano o dodaniu berylu jako moderatora), np. przy podnoszeniu jego mocy. Używanym paliwem w Maryli były elementy paliwowe reaktora EWA, tzw. EK-10 o wzbogaceniu 10%. W rdzeniu znajdywały się bloki grafitowe oraz kanały eksperymentalne, a całość otoczona była reflektorem grafitowym. Maksymalna pojemność rdzenia to 20 elementów paliwowych.
Reaktor Maryla był kilkukrotnie modernizowany, dlatego używano kolejnych jego numerów, jak Maryla-0 (nieoficjalnie), Maryla-1 oraz Maryla-2. W szczególności reaktor Maryla-2, uruchomiony 12 lutego 1967 r., można uznać za osobny reaktor, gdyż mimo umieszczenia w tym samym basenie co Maryla-1, Maryla-2 posiadał inną geometrię rdzenia osadzoną na innej głębokości. Ostatnią fazą modyfikacji reaktora Maryla był reaktor UR-100.
Reaktor Maryla (w szczególności Maryla-2) przyczynił się do konieczności wprowadzenia modyfikacji do sowieckich reaktorów typu WWR-SM działających w innych krajach, w tym w ZSRR.
Pusty basen reaktora istnieje. Po usunięciu paliwa i przeprowadzeniu dekontaminacji zaprzestano dalszych prac z reaktorem Maryla.